# 鉾立村
鉾立村（ほこたてそん、ほこたてむら）は、岡山県児島郡にあった村。現在の玉野市の一部にあたる。

## 地理
児島半島の東部、長谷川の流域に位置していた。
- 海洋：瀬戸内海[2]
- 河川：長谷川
- 山：八丈岩山・貝殻山・東光寺山

## 歴史
- 1889年（明治22年）6月1日 - 町村制の施行により、児島郡番田村、北方村、上山坂村、下山坂村の区域をもって成立[1][2]。旧村名を継承した番田、北方、上山坂、下山坂の4大字を編成[2]。
- 1954年（昭和29年）3月1日 - 児島郡胸上村と新設合併して東児町が発足。同日鉾立村廃止[1][2]。大字は東児町に継承[2]。

### 地名の由来
神功皇后が三韓征伐の時、番田の小島（現・鉾島）に立ち寄り鉾を立てて戦勝を祈ったことから。ただし、地名研究家の楠原佑介は、「鉾島」と八丈岩山上に存在する地形「立石」の合成であり、先述の由来は村の成立後に創作されたものとしている。

## 産業
- 農業[4]、製塩[5][2]、醤油[5]

## 教育
1894年（明治27年）、高等清水小学校を継承し東児高等小学校設立。1911年（明治44年）鉾立尋常小学校、1947年（昭和22年）鉾立小学校に改称。1947年、鉾立・小串・胸上3か村組合立東児中学校開校。